# Ващенко, Константин Ильич
Константин Ильич Ващенко (укр. Костянтин Ілліч Ващенко; 23 декабря 1900 [5 января 1901], Козелец, Черниговская губерния — 4 сентября 1992, Киев) — советский металлург-литейщик, профессор Киевского политехнического института, заведующий кафедрой литейного производства чёрных и цветных металлов (1944—1974), декан факультета (1944—1964).

## Биография
Родился 5 января 1901 г. в г. Козелец (ныне — административный центр Козелецкого района, Черниговская область, Украина) в многодетной семье рабочего-строителя. Не окончив среднюю школу, начал работать с 13 лет.
С 1930 года, по окончании Киевского политехнического института, преподавал на кафедре литейного дела (литейного производства чёрных и цветных металлов) того же института — ассистент, затем доцент, заведующий кафедрой (1944—1974), профессор кафедры (1974—1992).
В 1930-е годы одновременно занимался научно-практической работой в Украинском НИИ химического машиностроения, а также в цехах и лабораториях завода «Большевик» (Киев). С началом Великой Отечественной войны в составе кафедры был эвакуирован в Ташкент, где работал в Среднеазиатском индустриальном институте. Одним из первых в стране создал особо прочный серый модифицированный чугун для массового производства литых корпусов артиллерийских мин, снарядов, авиабомб и других типов боеприпасов. Участвовал в проектировании и строительстве Среднеазиатского металлургического завода.
С 1944 года, после возвращения из эвакуации, — декан вновь созданного металлургического факультета.
Скончался 4 сентября 1992 года, похоронен на Байковом кладбище Киева.

## Научная деятельность
В 1934 году защитил кандидатскую диссертацию (по проблемам переработки ваграночного чугуна на сталь для отливок в малых бессемеровских конверторах), в 1945 году — докторскую диссертацию (по проблемам производства отливок из высокопрочного модифицированного серого чугуна с пластинчатым графитом).
Внедрил в производство технологию литья деталей химической аппаратуры из чугуна, коррозионно стойкого в щелочной и кислой средах.
Подготовил 6 докторов и более 80 кандидатов наук.

### Избранные труды
- Дорошенко С. П., Дробязко В. Н., Ващенко К. И. Получение отливок в песчаных формах : производственнопрактическое издание. — М.: Машиностроение, 1978. — 208 с.
- Ващенко К. И., Авринский П. А. Технология формы : учебное пособие : Ч. II. Формовка. Вып. III / отв. ред. А. Ф. Чижский. — Киев: КПИ, 1962. — 240 с.
- Ващенко К. И., Жижченко В. В., Фирстов А. Н. Биметаллические отливки железоалюминий : учебник. — М.: Машиностроение, 1966. — 175 с.
- Ващенко К. И., Софрони Л. Магниевый чугун. — Гос. науч-техн. изд-во машиностроительной лит-ры (Южное отделение), 1960. — 486 с.
- Ващенко К. И., Шумихин В. С. Плавка и внепечная обработка чугуна для отливок: [Учеб. пособие для вузов по специальности «Машины и технология литейн. пр-ва»]. — Киев : Вища шк., 1992. — 246 с. — ISBN 5-11-002511-8

## Награды
- Заслуженный деятель науки и техники Украинской ССР (1964)
- орден Ленина
- два ордена Трудового Красного Знамени
- орден Дружбы народов
- орден Красной Звезды (01.10.1944)
- орден Почёта (26.10.1990)
- медали[1].